# Fédération royale marocaine de cyclisme
Pour les articles homonymes, voir FFC.
La Fédération royale marocaine de cyclisme (FRMC, en arabe : ج.م.م.د) favorise « l'accès de tous à la pratique de cyclisme, sous toutes ses formes » au Maroc. Concrètement elle organise les disciplines cyclistes dans le pays, à l'exemple du cyclisme sur route.
Parmi les personnalités dirigeante de la fédération, historiques ou actuelles, se trouvent Mohamed Belmahi, Lahcen Boutayeb ou encore Mohammed Benelmahi.
Elle est affiliée à l'Union cycliste internationale (UCI), la Confédération africaine de cyclisme (CAC) et l'Union arabe de cyclisme (UAC).

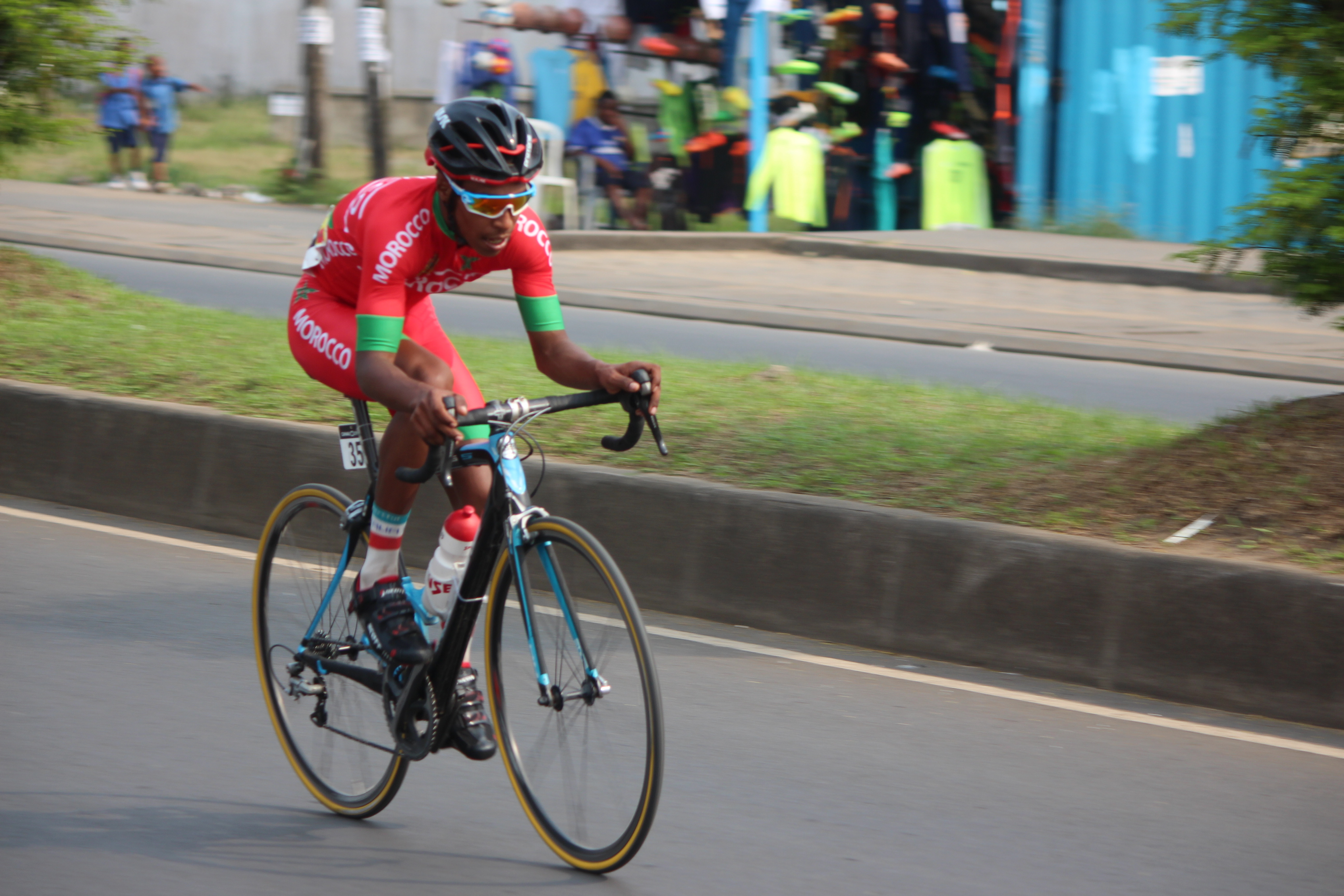
Un coureur marocain lors d'une épreuve de cyclisme sur route.

Elle a été créée en 1959.